# تاراسا
تاراسا (به اسپانیایی: Tarazá) یک سکونتگاه مسکونی در کلمبیا است که در Bajo Cauca Antioquia Subregion واقع شده‌است.